# Moengo Airstrip
Moengo Airstrip is een vliegveld bij Moengo in het district Marowijne in Suriname.
Er zijn rond de zeven maatschappijen die het vliegveld aandoen. Er zijn lijnvluchten naar Zorg en Hoop Airport in Paramaribo. 
De ondergrond van de landingsbaan is van gras. De baan heeft een lengte van circa 500 meter.